# Heckelfon

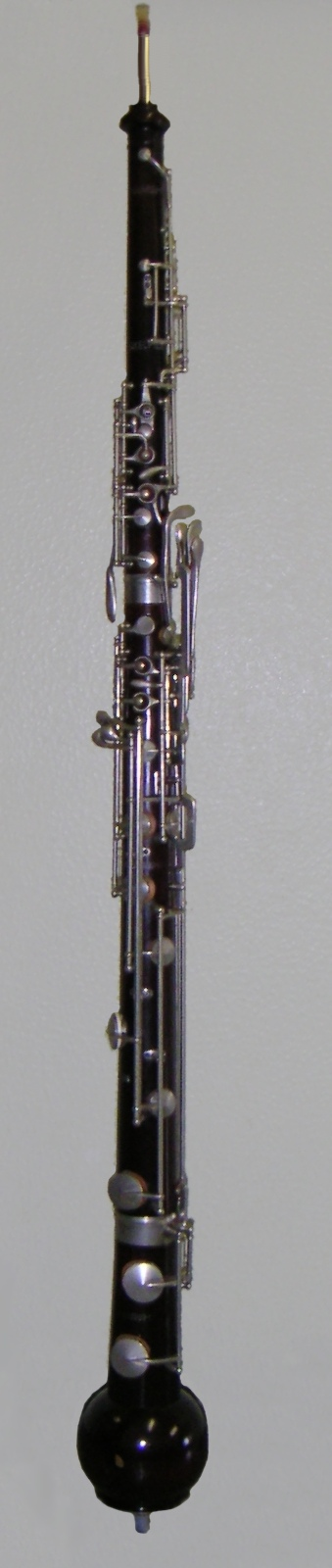
Heckelfon

Heckelfon är ett träblåsinstrument med dubbelt rörblad och besläktat med bland annat oboe och engelskt horn.
Heckelfonen är något större än engelskt horn och dess lägsta ton är A, en kvint lägre än engelskt horn och en oktav plus en halvton lägre än oboe. Den uppfanns av Wilhelm Heckel i Biebrich 1904. Heckelfonen har ibland förväxlats med basoboen, som även kallas barytonoboe. Instrumenten har dock olika tonomfång och delvis olika konstruktion.
Richard Strauss har skrivit för heckelfon i operorna Salome och Elektra samt i En alpsymfoni. Kurt Atterberg utnyttjade instrumentet i sin femte symfoni Sinfonia funebre. Även den finske tonsättaren Kalevi Aho har funnit bruk för heckelfonen i sin orkestermusik.